# Bois-Normand-près-Lyre

Bois-Normand-près-Lyre este o comună în departamentul Eure, Franța. În 1 ianuarie 2022 avea o populație de 371 de locuitori.